# Jan Hendrik Gilquin
Jan Hendrik Gilquin (Culemborg, 25 juni 1819 – Nijmegen, 4 maart 1886) was een in Suriname actief jurist en politicus.
Hij werd geboren als zoon van Philippus Hermanus Gilquin (1788-1819; rentenier) en Christina van Lidth de Jeude (1785-1860). Zijn vader overleed toen hijzelf ongeveer 6 maanden oud was. Hij is in 1844 in Utrecht gepromoveerd tot doctor in de rechten en was daarna werkzaam als advocaat. Gilquin was rechter bij de arrondissementsrechtbank in Haarlem voor hij in 1871 benoemd werd tot lid van het Surinaamse Hof van Justitie. Hem werd in 1877 buitenlands verlof verleend voor herstel van zijn gezondheid. In 1880 werd hij, wegens lichamelijke ongeschiktheid, eervol ontslagen als lid van het Hof van Justitie waarna Borret hem opvolgde.
Daarnaast was hij actief in de politiek. In 1872 werd Gilquin door de gouverneur benoemd tot lid van de Koloniale Staten. In augustus 1873 volgde hij daar G.J.A. Bosch Reitz op als vicevoorzitter. Ruim een half jaar later stapte hij op als Statenlid.
Gilquin overleed in 1886 op 66-jarige leeftijd.